# ソユーズL1計画
ソユーズL1計画（ソユーズ エルアディン けいかく）は、ソビエト連邦による有人月接近飛行計画である。
アメリカ合衆国の有人月旅行計画はアポロ計画ひとつであったが、ソ連による有人月旅行計画は、ソユーズL1計画（月接近飛行。月の裏側を廻って地球に帰還）と、ソユーズL3計画（有人月面着陸計画）が、別個の計画として並行して進められていた。
ソユーズL1宇宙船は、ソユーズ宇宙船の有人月接近飛行のための派生型で、地球周回用ソユーズにある先端の軌道モジュールは省かれ、代わりに帰還カプセルの先端に予備のパラシュートが格納され、また月旅行用の航法システムを装備していた。プロトンロケットによって月に向かって打ち上げられる。アポロ宇宙船が全ての操作が手動であったのに対して、ソユーズL1宇宙船は基本的に全自動操縦で、人間が操縦桿を握るのは緊急時のみとされていた。
全自動操縦が可能なため、安全確認のためにソユーズL1計画の全自動無人リハーサルが、無人月探査機を装ってゾンド4号（1968年4月）、ゾンド5号（同年9月）、ゾンド6号（同年11月）という名称で実行され、生物を搭載してそれぞれ月を周回して地球に帰還し、成功と報道された（「ゾンド」とは、無人計測器という意味で「気象ゾンデ」のゾンデと同意語）。しかしながら、実際には、ゾンド5号は弾道再突入・インド洋不時着のため（このとき最大20Gの減速度を受けたが、健康と命に別条は無い）、ゾンド6号は減圧とパラシュートの不完全作動によるクラッシュのため（同様のアクシデントのため、ソユーズ5号のボリノフ飛行士は、着地の衝撃で座席から放り出され、顔面をコクピットに強打し前歯を数本折った）、完全な成功を収めたとは言い切れない状況であった。それにもかかわらず、当初の予定（11月の革命記念日）より1ヶ月遅れで、ソユーズL1宇宙船の有人月旅行は、1968年12月9日とセットされた。つまり、アメリカのアポロ8号による有人月周回の二週間前で、もし実行していれば、世界初の有人月旅行はソ連の宇宙飛行士だったことになる。打ち上げ三日前には、アレクセイ・レオーノフ、オレグ・マカロフ両宇宙飛行士がモスクワからバイコヌール宇宙基地に飛行機で到着し、打ち上げ準備は万全となった。
しかし、打ち上げ準備が万全であったにもかかわらず、ソ連政府のソユーズL1有人月接近飛行の実行に対する正式な許可は下りなかった。レオーノフを始めとする宇宙飛行士たちは、政府の許可がなかなか下りない事に苛立ち、ソ連共産党中央委員会に直接手紙を出し、早く許可を出すように直訴したが、結局許可は下りなかった。その理由は、1967年4月のソユーズ1号の惨事（帰還船のパラシュートが開かずに大地に激突、コマロフ飛行士が死亡）により、ソ連政府が慎重になったためと言われている。
1968年12月9日の有人月接近飛行が中止された後、レーニン生誕100周年（1970年）を記念して、同年に一回きりの月接近飛行を行う事が再提案された。よって、ソユーズL1の無人自動操縦リハーサルは続けられた（1969年8月にゾンド7号（このとき、折りしもアポロ11号の月着陸が行われた）、1970年10月にゾンド8号）。
ゾンド7号は完全な成功を収めたが、ゾンド8号がインド洋に不時着したためか（人命にかかわるアクシデントではないうえ、インド洋は元々不時着が予想されるポイントとして約100隻のソ連海軍船が待機していたので、厳密には失敗とはいえない）、これも実現されることは無く、2機の有人用ソユーズL1宇宙船が完成していたにもかかわらず、1970年10月30日の政府命令により、ソユーズL1計画は正式に中止となった。